# Walther Schiller
Walther Schiller, auch Walter Schiller, (* 26. Mai 1879 in Dahme; † 18. Februar 1944 am  Aconcagua) war ein deutscher Geologe, der in Argentinien wirkte, wo er als Begründer der Geologie der Hochanden gilt.
Schiller kam 1905 nach Argentinien als Geologe des La-Plata-Museums und für die geologische Landesaufnahme von Argentinien und blieb dort, von einer Zeit als Gebirgsjäger und Wehrgeologe im Ersten Weltkrieg abgesehen. Er war Professor an der Universität von La Plata.
Schiller forschte vor allem in den Hochanden,  in den Sierras Australes Bonaerenses (Sierra de la Ventana und Sierra de Tandil, Provinz Buenos Aires), auf  Martín García, den Erdölregionen von Comodoro Rivadavia (1915) und Neuquén, in Feuerland und im Süden Boliviens.
Er starb bei der Besteigung des Aconcagua, ein Gebiet, das er bereits ab 1906 erforschte. 

## Schriften
- La alta cordillera de San Juan y Mendoza y parte de la provincia de San Juan. Anales Minist. Agricult. de la Nación. Direc. de Minas, Buenos Aires 1912.